# Manabu Horii
Manabu Horii (Japans: 堀井 学 Horii Manabu) (Muroran (Japan), 19 februari 1972) is een voormalig Japans schaatser. De specialiteit van deze sprinter waren de 500 en 1000 meter. Na zijn carrière werd hij politicus.

## Carrière
Manabu Horii was vanaf 1993 tot aan de Olympische Spelen van 2002 actief in de internationale schaatssport. Tijdens deze periode won Horii vijftien World Cup-wedstrijden op de 500 meter en zeven op de 1000 meter en in 1997 werd hij wereldkampioen op de 500 meter in Warschau. Bovendien behaalde Horii de bronzen medaille op de Winterspelen van 1994 op de 500 meter.
Hoewel Horii zeer goed op beide sprintnummers uit de voeten kon werd hij nooit wereldkampioen sprint, hoewel hij twee wereldrecords op de 1000 meter en een op de sprintvierkamp reed. Eenmaal was de Japanner er dichtbij, tijdens WK Sprint van 1997 in Hamar viel hij op de eerste afstand. Ondanks deze val ging Horii door en won vervolgens alle drie de resterende afstanden. Er was een tijd in het schaatsen waarin je automatisch kampioen werd als je drie van de vier afstanden won, deze regel was voor 1997 reeds afgeschaft.
In 1997 werd de klapschaats geïntroduceerd in de schaatssport en een jaar later reed iedereen op deze nieuwe schaats. Horii kon echter niet uit de voeten met de nieuwe schaats, doordat hij zijn techniek moeilijk kon aanpassen aan deze noviteit. Hierdoor werd hij van topper op de sprintafstanden een internationaal suptopper. Mogelijk door de intrede van de klapschaats kwam Horii op de Olympische Winterspelen 1998 in eigen land in de M-Wave van Nagano niet verder dan de 13e en 17e plaats.
In de twee jaar na de Winterspelen heeft Horii hard gewerkt aan zijn techniek op de klapschaats om nogmaals een poging te wagen op eeuwige roem en wel op de Winterspelen van 2002 in Salt Lake City. Deze inzet heeft echter niet geleid tot Olympisch succes.

## Records

### Persoonlijke records
| Afstand    | Tijd    | Datum            | Baan           |
| ---------- | ------- | ---------------- | -------------- |
| 500 meter  | 34,90   | 10 maart 2001    | Salt Lake City |
| 1000 meter | 1.09,23 | 2 december 2001  | Salt Lake City |
| 1500 meter | 1.52,22 | 22 oktober 2000  | Calgary        |
| 3000 meter | 4.29,93 | 8 februari 1989  | Fujikyu        |
| 5000 meter | 8.06,36 | 10 februari 1990 | Kushiro        |

### Wereldrecords
| Nr. | Afstand        | Tijd    | Datum            | Baan    |
| --- | -------------- | ------- | ---------------- | ------- |
| 1.  | 1000 meter     | 1.11,67 | 1 maart 1996     | Calgary |
| 2.  | Sprintvierkamp | 143,425 | 3 maart 1996     | Calgary |
| 3.  | 1000 meter     | 1.10,63 | 22 november 1997 | Calgary |

## Resultaten
| Jaar | Olympische Spelen  | WK Afstanden     | WK Sprint |
| ---- | ------------------ | ---------------- | --------- |
| 1993 |                    |                  | 11e       |
| 1994 | 500m               |                  | -         |
| 1995 |                    |                  | 8e        |
| 1996 |                    | 6e 500m 5e 1000m | Brons     |
| 1997 |                    | 500m · 8e 1000m  | 33e       |
| 1998 | 13e 500m 17e 1000m |                  | 6e        |
| 1999 |                    | -                | -         |
| 2000 |                    | -                | -         |
| 2001 |                    | 4e 500m          | 8e        |
| 2002 | 14e 500m 22e 1000m |                  | 16e       |

- = geen deelname

### Medaillespiegel
| Kampioenschap     | Goud | Zilver | Brons |
| ----------------- | ---- | ------ | ----- |
| Olympische Spelen | 0    | 0      | 1     |
| WK Afstanden      | 1    | 0      | 0     |
| WK Sprint         | 0    | 0      | 1     |